# ベアトリス・ド・ブルゴーニュ (ブルボン女領主)
ベアトリス・ド・ブルゴーニュ（フランス語：Béatrice de Bourgogne, 1257年 - 1310年10月1日）は、ブルボン女領主（dame de Bourbon、在位：1288年 - 1310年）。母を通してブルボネー領の女子相続人であった。

## 生涯
ベアトリスはシャロレー伯ジャン・ド・ブルゴーニュ（ブルゴーニュ公ユーグ4世の息子）とブルボン女領主アニェス・ド・ダンピエールの娘である。1272年、クレルモン伯ロベールと結婚し、長男ルイ1世は初代ブルボン公となった。

## 子女
ベアトリスとクレルモン伯ロベールの間に以下の子女が生まれた。
- ルイ1世（1279年 - 1342年） - 初代ブルボン公
- ブランシュ（1281年 - 1304年） - オーヴェルニュ伯ロベール7世と結婚、フランス王妃ジャンヌ1世の祖母にあたる。
- ジャン（1283年 - 1316年） - シャロレー領主
- マリー（1285年 - 1372年） - ポワシーの女子修道院長
- ピエール（1287年 - ?） - パリの助祭長
- マルグリット（1289年 - 1309年） - 1305年にアンドリア伯ライモンド・ベレンガリオ（ナポリ王カルロ2世の子）と結婚、1308年にナミュール侯ジャン1世と結婚

オットーネ・モレナとアチェルボ・モレナの父子は著書『Historia Frederici I（フリードリヒ1世の歴史）』において、ベアトリスについて「背の高さは中くらいで、髪は金のように輝き、その顔は最も美しい…」と記している。